# Creugas
Creugas is een geslacht van spinnen uit de familie van de loopspinnen (Corinnidae).

## Soorten
- Creugas annamae (Gertsch & Davis, 1940)
- Creugas apophysarius (Caporiacco, 1947)
- Creugas bajulus (Gertsch, 1942)
- Creugas bellator (L. Koch, 1866)
- Creugas berlandi Bonaldo, 2000
- Creugas bicuspis (F.O. P.-Cambridge, 1899)
- Creugas cinnamius Simon, 1888
- Creugas comondensis Jiménez, 2007
- Creugas epicureanus (Chamberlin, 1924)
- Creugas falculus (F.O. P.-Cambridge, 1899)
- Creugas guaycura Jiménez, 2008
- Creugas gulosus Thorell, 1878
- Creugas lisei Bonaldo, 2000
- Creugas mucronatus (F.O. P.-Cambridge, 1899)
- Creugas navus (F.O. P.-Cambridge, 1899)
- Creugas nigricans (C.L. Koch, 1841)
- Creugas plumatus (L. Koch, 1866)
- Creugas praeceps (F.O. P.-Cambridge, 1899)
- Creugas silvaticus (Chickering, 1937)
- Creugas uncatus (F.O. P.-Cambridge, 1899)